# François Patriat
François Patriat (ur. 21 marca 1943 w Semur-en-Auxois) – francuski polityk, minister, wieloletni parlamentarzysta, przewodniczący rady regionalnej Burgundii.

## Życiorys
Z wykształcenia lekarz weterynarii. W 1974 wstąpił do Partii Socjalistycznej. Od 1976 do 2008 był radnym rady generalnej Côte-d’Or, pełniąc w latach 1994–1998 funkcję jego wiceprzewodniczącego. W okresie 1989–2001 zajmował stanowisko mera miejscowości Chailly-sur-Armançon. Przez kilkanaście lat kierował też jedną z wspólnot municypalnych. W latach 1981–1986 po raz pierwszy był radnym regionalnym w Burgundii. W wyborach w 2004 z powodzeniem ubiegał się o urząd przewodniczącego tego regionu, pokonując w głosowaniu Jean-Pierre’a Soissona z UMP. Pełnił tę funkcję przez dwie kadencje do końca 2015.
François Patriat był także parlamentarzystą na szczeblu krajowym. Od 1981 do 1993 oraz od 1997 do 2000 sprawował mandat deputowanego do Zgromadzenia Narodowego z departamentu Côte-d’Or. Kandydując po raz pierwszy nie miał poparcia ze strony socjalistów, przez co przez pewien czas był zawieszony w prawach członka partii.
W 2000 w rządzie Lionela Jospina został sekretarzem stanu ds. małej i średniej przedsiębiorczości, handlu oraz rzemiosła. W 2002 przez kilka miesięcy wchodził w skład gabinetu jako minister rolnictwa i rybołówstwa.
W 2008 został wybrany w skład francuskiego Senatu, utrzymując mandat w 2014 i 2020. W 2017 przeszedł do En Marche!, założonego przez Emmanuela Macrona.